# Бутова Долина
Бутова Доли́на — село Миргородського району Полтавської області. Населення станом на 2001 рік становило 444 особи. Входить до Великобагачанської селищної об'єднаної територіальної громади з адміністративним центром у смт Велика Багачка.

## Географія
Село Бутова Долина розміщене за 5 км від смт Велика Багачка. Селом протікає пересихаючий струмок із загатою.
Віддаль до центру громади — 5 км. Найближча залізнична станція Гоголеве — за 22 км.

## Історія
Село Бутова Долина виникло в другій половині XIX ст. як хутір Багачанської волості Миргородського повіту Полтавської губернії.
На карті 1869 року поселення було позначене як хутори Бутової Долини.
За переписом 1900 року в хуторі Бутова Долина Багачанської волості Миргородського повіту Полтавської губернії разом з іншими поселеннями (містечко Багачка, хутори Тесленків, Скелі) була Багачанська козацька громада, що об'єднувала 499 дворів, 3675 жителів, було три школи — земська, церковнопарафіяльна і грамоти.
У 1912 році в селі було 268 жителів.
У січні 1918 року в селі розпочалась радянська окупація.
Станом на 7 вересня 1923 року село було центром Бутово-Долинської сільської ради Устивицького району Лубенської округи.
Станом на 1 лютого 1925 року Бутова Долина належала до Великобагачанського району Лубенської округи. Село було центром сільської ради і за переписом 1946 року.
У 1932–1933 роках внаслідок Голодомору, проведеного радянським урядом, у селі загинуло 53 мешканця.
З 16 вересня 1941 по 21 вересня 1943 року Бутова Долина була окупована німецько-фашистськими військами.
У 1957 році в селі було відкрито пам'ятник на братській могилі партизанів.
Село входило до Великобагачанської селищної ради Великобагачанського району.
12 жовтня 2016 року шляхом об'єднання Великобагачанської селищної ради та Багачанської Першої, Радивонівської, Степанівської, Якимівської сільських рад Великобагачанського району була утворена Великобагачанська селищна об'єднана територіальна громада з адміністративним центром у смт Велика Багачка.

## Об'єкти соціальної сфери
- Бутоводолинська загальноосвітня школа І ступеня
- Дитячий садок «Дюймовочка»

## Відомі люди
- Бехтер Гаврило Іванович (05.10.1900—20.01.1948) — повний кавалер ордена Слави.
- Науменко Михайло Прокопович (1897—?) — священнослужитель. Заарештований 17.10.1929. Засуджений Судовою трійкою при Колегії ДПУ УСРР 02.02.1930 за ст.ст. 54-10, 54-13 КК УСРР до 10 років позбавлення волі. Термін відбував у концтаборі ст. Сорока на Білому морі. Реабілітований Полтавською обл. прокуратурою 19.09.1989.

## Пам'ятки історії
- Пам'ятник на братській могилі партизанів